# Fatima Siad
Fatima Siad (en somalí: Fadumo Siyaad, en árabe: فاطمة سياد‎, Mogadiscio, 17 de diciembre de 1986) es una modelo de origen somalí. Creció en Boston, Massachusetts, y quedó en tercer lugar en el décimo ciclo de America's Next Top Model.

## Primeros años
Nacida en Mogadiscio, Somalia, Siad se crio en esa misma ciudad con su madre y dos hermanas. Sus padres se divorciaron a una edad temprana. Fue sometida a una mutilación genital femenina cuando ella tenía siete años. Sus dos hermanas fueron asesinadas por el ejército de Somalia durante la guerra civil somalí. Después de la muerte de sus hermanas, Siad y su madre viajaron a Estados Unidos cuando tenía trece años por seguridad. Fue becaria de Posse y asistió al Bryn Mawr College en 2004. Fue transferida a la Universidad de Nueva York para estudiar medicina y ciencia política. Siad finalmente volvió a Bryn Mawr College para terminar su educación.

## Carrera

### America's Next Top Model
Siad entró en la competencia con una poderosa historia que contar y una oportunidad de inspirar a otros. Ella quedó tercera en su ciclo. En la segunda semana, fueron los cambios de look y a ella le dieron extensiones de color marrón castaño. Siad recibió tres veces el primer llamado, cayó cuatro veces en el bottom-two y dos de las apariencias, la misma cantidad que la ganadora Whitney Thompson. Ella ganó un reto, en la cual recibió 50 cuadros adicionales para su sesión de fotos. Por otro lado, Siad fue criticada por no ser capaz de tomar direcciones. Siad perdió una sesión de fotos, por no poder obtener documentos de viaje que ella, supuestamente, perdió en Atlanta.  Le costó la competencia, ya que cayó en las dos últimas, junto con Stacy Ann Fequiere, pero el fuerte portafolio que tenía, la salvó.
En una entrevista, Siad declaró que sentía que el show fue una broma y pensó que Claire Unabia, Lauren Utter, Katarzyna Dolinska o Anya Kop debieron haber ganado o al menos no ser eliminadas tan pronto. También declaró que el programa puede basarse en la política.
Siad fue la última concursante que aparece en las modelos superiores en el segmento de acción que se emitió durante el Ciclo 12.

### Otros trabajos
Siad tiene un contrato firmado con la New York Model Management en Nueva York, en la división editorial, La Modelo de Gestión en Los Ángeles, situada en la división femenina, Ace Modelos en Atenas, Grecia, y modelos de hielo en Milán, Italia. 
Siad ha realizado una sesión fotográfica para el Boston Globe y tenía un margen Essence Magazine, 11 de noviembre de 2008 También fue destacada en Look Magazine del Reino Unido, octubre de 2008.  Ella ha aparecido en CosmoGirl dos veces, las cuestiones de noviembre de 2008 y el Prom Invierno / Primavera 2009.  Ella ha modelado para las Bermudas Estilo en la tanda de llamados anochecer hasta el amanecer "y tiene trabajo Cosmopolitan. Siad también ha modelado para Maggie Norris Couture.  Ella apareció en Ebony Magazine, diciembre de 2008, y el 18 de diciembre de 2008, en un Número de Women's Wear Daily.  Ha estado en  Fashion Magazine y Elle, marzo de 2009 y julio de 2009. Siad ha estado en las portadas de revistas francés, La amuser, número dos y de perfil en Femme, abril de 2009. Siad tiene un contrato con la empresa de cosméticos suizos Arbonne, y es una de las caras nuevas de Arbonne FC5, aparece en los anuncios de los productos. Ella ha aparecido en la portada de la revista coluros. Ha sido la portada de estilo de la página del Frente el 29 de mayo de 2009, respectivamente.
- Datos: Q5437866